# Winwin
Dong Sicheng (Zhejiang, 28 de octubre de 1997), conocido como Winwin, es un rapero, bailarín, actor y modelo chino. Es miembro de NCT y de sus subunidades NCT 127, WayV y NCT U.

## Vida personal
Winwin nació en Wenzhou (温州), una ciudad-prefectura perteneciente a la provincia de Zhejiang, donde vivía con sus padres y una hermana mayor. Desde joven se interesó por las artes marciales y la danza tradicional, llegando a ganar varias competencias locales. Estudio en la Academia Central de Drama de Beijing.
Él fue reclutado por SM Entertainment en su escuela mientras bailaba una danza tradicional china, mudándose a Corea del Sur ese mismo verano. Debido a su miedo a los extraños, no confiaba en los agentes de SM, ya que creía que eran unos estafadores. SM intentó reclutarlo durante dos años en los que Winwin les daba números falsos hasta que por fin aceptó su oferta.

## Carrera

### 2015-2018: NCT 127
A finales de 2015, Winwin fue revelado como el nuevo integrante del proyecto SM Rookies junto a Kun. 
El 3 de julio de 2016, Winwin fue el cuarto integrante en ser revelado como integrante de la segunda subunidad de NCT, NCT 127.  El 7 del mismo mes hizo su debut oficial con el primer miniálbum del grupo “NCT #127”.  Durante 2016 colaboró con Kun en las actividades en China y también apareció en el video de la versión en chino de la canción “Without You”, cantada por los miembros de NCT U Taeil, Doyoung, Kun y Jaehyun. 
En enero de 2017, NCT 127 regresó con “Limitless”. En junio, el grupo lanzó su tercer miniálbum “Cherry Bomb”.
En marzo de 2018, participó de NCT 2018,  un proyecto que tenía como objetivo unir a todas las subunidades para lanzar el primer álbum completo de NCT, “NCT 2018 Empathy”.  En 2018 el grupo hizo su debut en Japón con el sencillo “Chain” y lanzó su primer álbum completo “Regular-Irregular”.
En diciembre de 2018, SM Entertainment confirmó que Winwin no participaría de la primera gira mundial de NCT 127 ni de las promociones de "Regulate" ya que estaría practicando para el debut con la subunidad china, WayV.

### 2018-presente: WayV
El 30 de diciembre de 2018, se publicó la primera imagen de la nueva subunidad de NCT, WayV. El 31 de diciembre y el 1 de enero se compartieron los videos teasers del grupo. El 8 de enero se compartió el teaser “Dream Launch Plan” de Winwin y el 12 sus concept photos para  理所当然 (Regular), anteriormente presentada en coreano e inglés por NCT 127. El 17 del mismo mes, WayV hizo su debut con su primer miniálbum digital “The Vision”.
El 8 de abril, WayV subió en su canal de YouTube un cover de baile de la canción “Lovely” de Billie Eilish y Khalid, coreografiado y presentado por los miembros Winwin y Ten como parte del proyecto Rainbow V, cuya finalidad era mostrar los talentos de los miembros.
El primero de mayo, WayV anunció que regresaría con su primer miniálbum “Take Off”. Entre agosto y septiembre de 2019, WayV protagonizó su primer reality show, Dream Plan, el cual constó de 12 episodios. 
El 29 de octubre, WayV anunció su regreso con el sencillo “Moonwalk”, que formaría parte de su segundo miniálbum “Take Over The Moon”. El 5 de noviembre anunció su primera canción en inglés “Love Talk” como segundo sencillo del miniálbum.
En mayo de 2020, Winwin participó junto a WayV del concierto en línea titulado “Beyond The Vision”, una serie de conciertos presentados por SM Entertainment y Naver.
El 30 de mayo, WayV anunció su regreso con su primer álbum completo “Awaken the World” para el próximo 9 de junio, el cual contaría con el sencillo “Turn Back Time”. Como parte de las promociones para el próximo álbum, un juego interactivo con los miembros fue anunciado.
En febrero de 2021 Winwin partió a China a continuar con sus actividades individuales, estando así inactivo de las promociones grupales durante año y medio, durante ese tiempo Winwin fundó su propio estudio, trabajó con distintas marcas de moda, apareció en diferentes revistas y filmó dos dramas "The Shadow" y "Sweet Games", donde es actor principal, que serán estrenados en 2023. En septiembre de 2022 volvió a Corea para grabar el nuevo álbum de WayV "Phantom" el cual fue atrasado, lo que llevó a que no pudiera promocionarlo por su agenda llena en China en 2023.

## Controversias
En 2020, fanáticos pidieron a Label V y a SM Entertainment que tomara cartas en el asunto con respecto a las sasaengs de los miembros.

## Filmografía

### Drama
| Año  | Título          | Personaje        |
| ---- | --------------- | ---------------- |
| 2023 | Sweet Games     | Yan Yue/ Hei Sha |
| 2024 | The Shadow      | Situ Weilian     |
| TBA  | Perfect Match   | Yang Xian        |
| TBA  | Moonlit Reunion | Fu Chao          |